# الاتفاق الإنجليزي الألماني لاحتلال مصر
كان الاتفاق الإنجليزي الألماني لاحتلال مصر المعروف كذلك باسم الرافعة المصرية (بالإنجليزية: Egyptian Lever) أحد جوانب العلاقات الإنجليزية الألمانية الاستعمارية في أواخر القرن التاسع عشر حيث تلقت ألمانيا موافقة المملكة المتحدة على مشاريعها الاستعمارية الأفريقية مقابل دعمها الاحتلال البريطاني لمصر.

## الخلفية

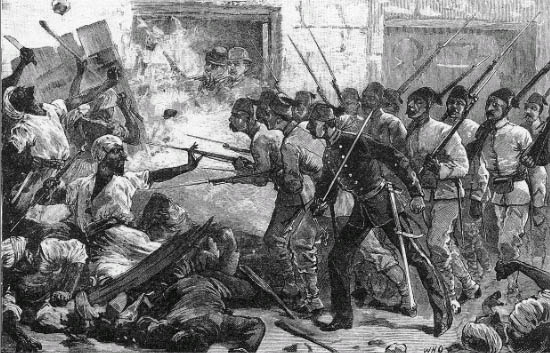
أعمال الشغب المناهضة لأوروبا في الإسكندرية، كما صورتها Canadian Illustrated News

بعد الانسحاب الفرنسي من مصر خلال الحروب النابليونية، استولى الضابط العثماني الألباني، محمد علي باشا على مصر من خلال حرب أهلية ثلاثية، وأسس نفسه كوالي بين عامي 1805 و1848. وخلال فترة حكمه، سمح للمقاولين والمديرين الأوروبيين بدخول البلاد وإقامة علاقة ودية مع الفرنسيين. ومع ذلك، انقلبت السياسة الخارجية في عهد حفيده عباس (1848-1854) رأسًا على عقب، حيث تحول عباس إلى البريطانيين خصوم فرنسا من أجل محاربة العثمانيين.
وبحلول سبعينيات القرن التاسع عشر وفترة حكم الخديوي إسماعيل، كانت مصر قد وقعت تحت الفساد وسوء الإدارة وزيادة النفوذ الأوروبي والديون. وبعد فشل إجراءات الخديوي لتأجيل الإفلاس، تم إنشاء لجنة الدين العام في عام 1876 للمساعدة في رعاية ديون الأمة. تم ترشيح أعضائها من قبل فرنسا وبريطانيا والنمسا وإيطاليا. وفي نفس العام، تم وضع الإيرادات والنفقات المصرية تحت رقابة مراقب فرنسي وبريطاني، مما أدى إلى إقامة فترة تحكم مزدوج في مصر. وبحلول مطلع ثمانينيات القرن التاسع عشر، كانت المناصب الحكومية أو العسكرية المهمة تخضع إما لسيطرة الأوروبيين الغربيين أو الأتراك أو الشركس أو الألبان.
إلى جانب الأزمة المالية المتنامية، فقد ارتفع مستوى القراءة والكتابة في البلاد، مما زاد من الوعي العام الذي وصل إلى نقطة الغليان عندما أطلق العقيد أحمد عرابي احتجاجًا على السيطرة الأوروبية. لقد سُجن عرابي لفترة وجيزة قبل ترقيته إلى منصب وزير الحرب في حكومة المتمردين المشكلة حديثًا آنذاك. إن ذلك أدى إلى تفاقم الحكومتين البريطانية والفرنسية إلى حد التهديد بالحرب. وفي يونيو 1882، اندلعت أعمال شغب في الإسكندرية ضد رعايا أجانب. وبسبب هذا، تدخل البريطانيون والفرنسيون، حيث نفذ البريطانيون غزوًا في يوليو من ذلك العام. هُزم عرابي وقواته في سبتمبر في معركة التل الكبير.

## المسألة المصرية

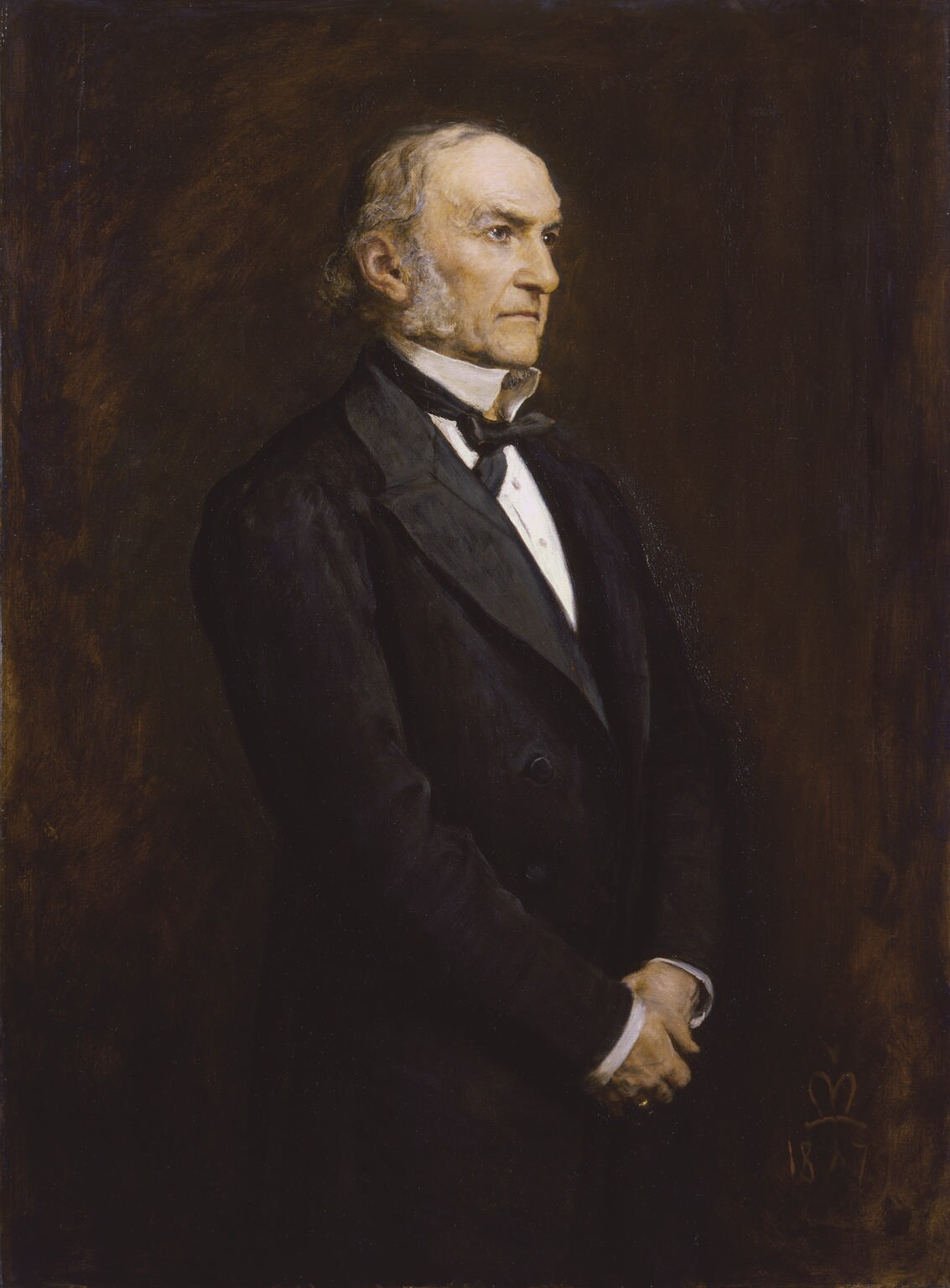
وليم غلادستون في عام 1879

### استمرار الاحتلال
مع الاهتمام بالتهديد الفوري بالثورة، بدأ الجدل حول الاحتلال. وبعد يومين من الانتصار في تل الكبير، دعا رئيس الوزراء غلادستون إلى إخلاء مصر. دعم غلادستون والجناح الراديكالي لليبراليين الإخلاء وإنهاء السيطرة المزدوجة من خلال القضاء على النفوذ الفرنسي في مصر من أجل منع أي حاجة أخرى للتدخل. ومع ذلك، على الجانب الآخر، اعتبر المسؤولون مثل إيرل نورثبروك أنه من الضروري احتلال مصر لتأمين المرور إلى المستعمرات الهندية. ظلت الأمور راكدة حتى اندلعت ثورة في السودان (والتي تجاهلتها لندن سابقًا) حيث تم ذبح القوات الرئيسية للخديوي في نوفمبر 1883. وبدورها، أرسلت لندن الجنرال تشارلز غوردون في رحلة إغاثة في عام 1884، لكن سرعان ما أصبح واضحًا أن البريطانيين لن ينسحبوا من السودان أو مصر في أي وقت قريب.

### مؤتمر يونيو
نظمت الحكومتان الفرنسية والبريطانية مؤتمرًا لمناقشة المسألة المصرية كان من المقرر عقده في 28 يونيو 1884. لكن خلال ربيع ذلك العام، حاول وزير الخارجية جرانفيل التفاوض مع رئيس الوزراء الفرنسي جول فيري للتوصل إلى اتفاق قبل موعد المؤتمر. بينما نجح فيري وجرانفيل في التوصل إلى اتفاق بشأن جدول زمني للإخلاء البريطاني، فإن قضية التمويل والسيطرة على لجنة الدين العام جعلت المفاوضات تنهار. وفي الوقت نفسه، كان المستشار الألماني أوتو فون بسمارك يقدم فكرة التعاون الفرنسي الألماني، والتي استخدمها فيري في الهجوم في يوم افتتاح المؤتمر، ومنع أي مقترحات بريطانية. بهذا رفع جرانفيل المؤتمر في يومه الأول، منهيًا الآمال في حل المسألة في غضون ذلك.

## هجوم بسمارك

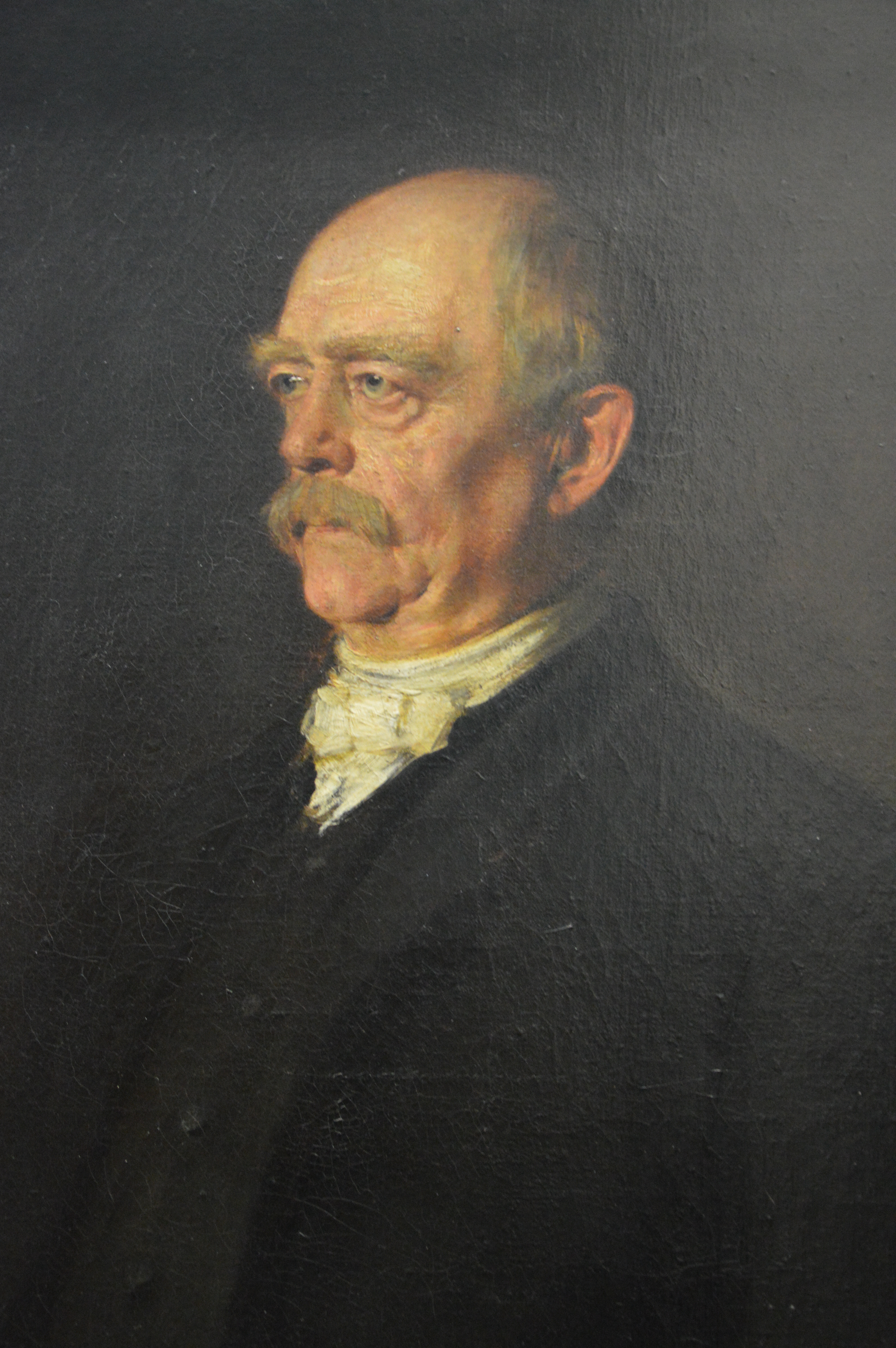
أوتو فون بسمارك عام 1884

### نزاع أنجرا بيكينا
في عام 1883، اشترى تاجر التبغ المولود في بريمن أدولف لودريتز مرسًى في أنجرا بيكينا في جنوب غرب أفريقيا وجميع الأراضي الواقعة في دائرة نصف قطرها ثمانية كيلومترات من الرئيس جوزيف فريدريك الثاني مقابل 100 جنيه إسترليني من العملات الذهبية و200 بندقية من خلال وكيله هاينريش فوغيلسانغ. واصل فوغيلسانغ شراء الأراضي من فريدريك، حيث اشترى الساحل من أنجرا بيكينا إلى نهر أورانج بعرض 20 «ميلًا جغرافيًا» (اعتقد فريدريك أن الميل الألماني هو نفسه الميل الإنجليزي، ولكنه في الواقع كان أطول بخمسة أضعاف). اشترى لودريتز فيما بعد الساحل الشمالي على طول الطريق حتى نهر كونين.
تمت حماية المشروع رسميًا من قبل الحكومة الألمانية في 24 أبريل 1884، ولكن في 29 مايو أعلنت حكومة كيب البريطانية عن ضم منطقة خليج والفيز، مما أثار استياء الألمان. بهذا، هدد السفير الألماني في لندن مونستر بقطع الدعم الألماني في مصر ما لم تتم تلبية المطالب، مع تكرار نفس التهديدات من قبل هربرت فون بيسمارك إلى جرانفيل. قررت حكومة غلادستون الاستسلام للمطالب الألمانية، لكن بسمارك رفض ذلك. مع اقتراب انتخابات الرايخستاغ، أشعل بسمارك، متعمدًا، نزاعًا في غينيا الجديدة لزيادة الدعم بين الناخبين، مما أدى إلى تدهور العلاقات الإنجليزية الألمانية.

### مسألة الكونغو

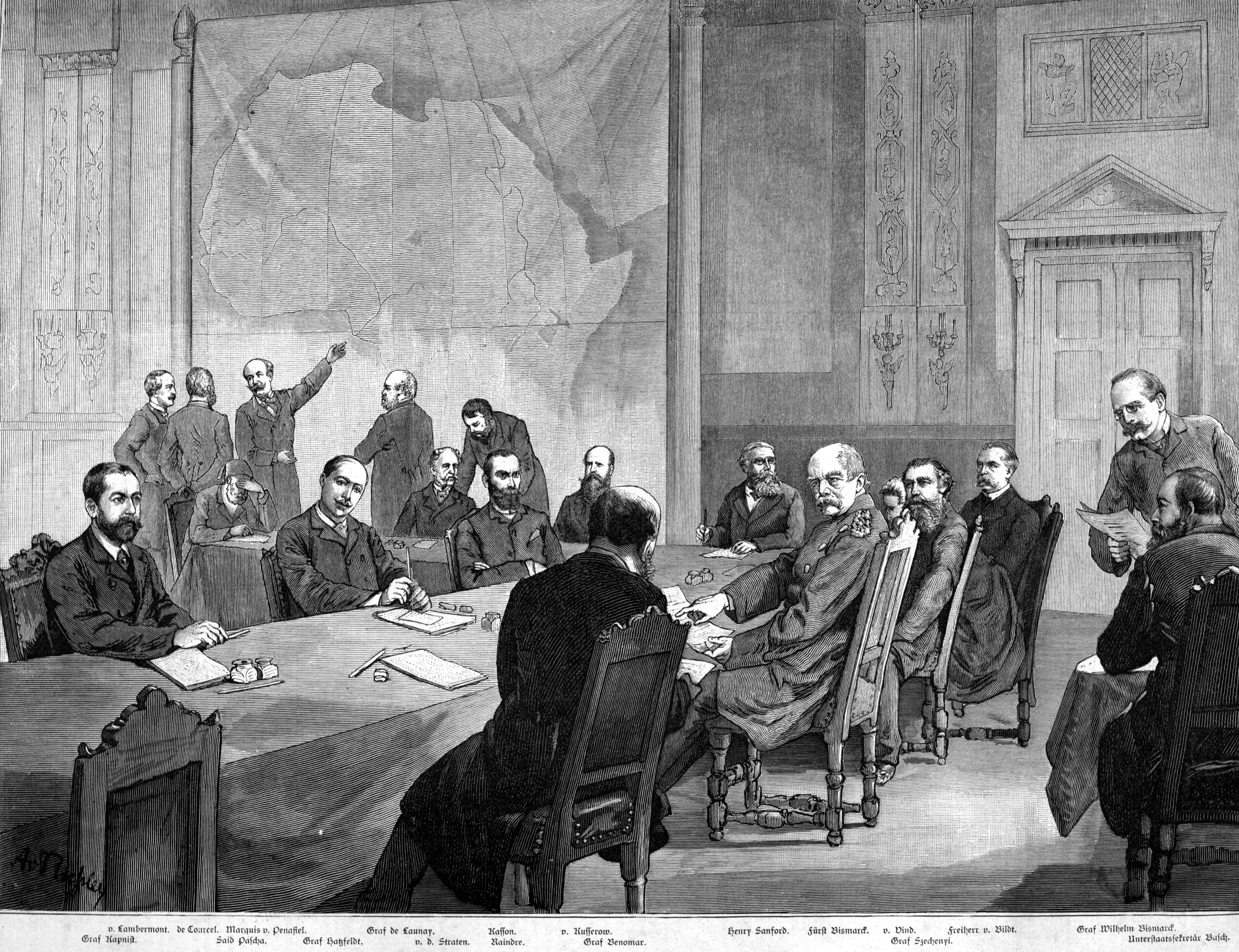
مؤتمر برلين، كما هو موضح في "Illustrierte Zeitung"

منذ احتلال مصر عام 1882، اعتبر بعض المسؤولين البريطانيين أن للفرنسيين اليد العليا في المفاوضات، وقد تعزز ذلك بتوقيع المعاهدة الإنجليزية البرتغالية في 26 فبراير 1884. اعترف البريطانيون في المعاهدة بالمطالبات البرتغالية المشكوك فيها بملكية المنطقة الواقعة بين خط عرض 50 درجة 12 و8 درجات جنوبًا في منطقة نهر الكونغو، وهو ما نفاه البريطانيون سابقًا. كانت المعاهدة لا تحظى بشعبية بين البرلمان والصحافة البريطانية، ولكن الأهم من ذلك أن فرنسا أعلنت أنها لن تلتزم بالمعاهدة (في 13 مارس) إلى جانب ألمانيا (في 18 أبريل)، حيث توحد موقف الدولتين ضد المملكة المتحدة. وبدلًا من ذلك، اقترحت فرنسا إنشاء لجنة دولية حول النهر. ومع ذلك، فإن التحالف الفرنسي الألماني الجديد لم ينجح دون عوائق. كان الفرنسيون غير راضين عن فكرة بسمارك عن «التجارة الحرة المتبادلة في الأراضي التي احتلتها أي من القوة على الساحل الغربي لأفريقيا»، ولن يمضوا بالخطة إلا إذا تم دفع أجورهم بشكل جيد، خاصة في مصر، والتي كان الألمان يرفضون التخطيط بذلك. حتى في أغسطس 1884 مع انعقاد مؤتمر برلين بشأن مسألة الكونغو المزمع عقده في نوفمبر، لم يرغب فيري في استخدامه «كآلة حرب ضد إنجلترا» بينما كان لدى الوزير الفرنسي في برلين، بارون كورسيل، شكوكًا جدية بشأن اتجاه التحالف.
افتتح المؤتمر في 15 نوفمبر 1884 وانطلق إلى حد كبير دون أي انقطاع، حيث تم الرد على معظم الأسئلة على ما يبدو قبل الافتتاح الفعلي. بحلول ذلك الوقت، وعدت الحكومة الألمانية كورسيل والفرنسيين بإنهاء احتلال أي أراضي أفريقية متنازع عليها بين ألمانيا وفرنسا، مما أدى إلى التوتر. انتهى المؤتمر (بعد الخلاف حول خطوط الحدود) في 26 فبراير 1885. لقد رضي البريطانيون بمطالبهم في الغالب؛ باكتساب الاعتراف بسيطرتهم على مصر إلى جانب تدويل الكونغو، وجعلهم يتقدمون على الفرنسيين. في غضون ذلك، كسب الألمان حصة مباشرة في الشؤون الأفريقية، بينما اكتسبوا مكانة مرموقة صناعًا سلام.

### هجوم فيلهلم الثاني
ومع ذلك، سينتهي الأمر بالبريطانيين نحو الفرنسيين بعد تلبية مطالبهم. حاول بسمارك إبقاء الخلافات طفيفة مع البريطانيين، ولكن بعد إقالة بسمارك بناءً على طلب من القيصر فيلهلم الثاني في عام 1890، انهار ميزان القوى الدقيق في أوروبا. زاد القيصر الشاب الطموح من التوترات مع البريطانيين من خلال سباق التسلح البحري الإنجليزي الألماني والأزمة المغربية الأولى. كاد الألمان أن يخوضوا حربًا مع الفرنسيين والبريطانيين بين عامي 1905 و1906 بسبب اعتراف القيصر بالسلطان عبد العزيز بن الحسن في المغرب، متحديًا الحكم الفرنسي هناك. أظهر هذا أن الاتفاق الودي الذي تم تشكيله حديثًا كان قويًا، وأن التحالف الإنجليزي الفرنسي لن يتزحزح، مما ينهي بشكل فعال جميع فرص قيام تحالف إنجليزي ألماني بإحياء وتدمير هذا الاتفاق.

## بعد النهاية
لم يكن من المفترض أن يستمر الوفاق الفرنسي الألماني. استفاد بسمارك من غضب فرنسا من السياسة البريطانية «لسحق غلادستون ضد الجدار، حتى لا يستطيع النباح أكثر من ذلك». كانت أسباب دفع لندن ضد الجدار عديدة. إذا نجح الألمان والفرنسيون في تشويه سمعة غلادستون ودبلوماسيته الأخلاقية الليبرالية، فسيتم القضاء على تهديد الليبرالية والديمقراطية الاجتماعية في ألمانيا. كان غلادستون أيضًا متعاطفًا مع الروس، الذين أعاقوا المبادرات الإنجليزية الألمانية. ومن خلال تشويه سمعة غلادستون، يمكن إعادة اللورد سالزبوري المحافظ إلى منصبه واستعادة التعاون الإنجليزي الألماني. كانت سياسة الضغط تهدف إلى «... كسب حسن نية إنجلترا - وإن كانت حسن النية تلك مصحوبةً بصرير الأسنان - عن طريق التحالف مع فرنسا»، وعند هذه النقطة سيستسلم البريطانيون للضغط، ستترك ألمانيا الفرنسيين في الخارج تحت الشمس، والعلاقات عادت بين القوتين الجرمانيتين.
من خلال إثبات هذه النية الحسنة، ستأتي أيضًا فرصة أكبر لإنتاج وتصدير السلع المصنعة إلى الداخل الأفريقي الذي كان البريطانيون يحتكرونه. افترض دانيال دي ليون في حين أن ألمانيا لديها عدد سكان قوي وواحد من أعلى معدلات المواليد في أوروبا الغربية، (في عام 1900 كان هناك 4.93 طفل لكل امرأة ألمانية، مقارنة بـ3.53 في المملكة المتحدة، وفرنسا 2.8) فإن هذه الميزة التنافسية تم تخفيفها بسبب الهجرة الجماعية من المناطق الريفية. في نظر دي ليون، لم يكن بسمارك يريد المستعمرات من أجل الاستعمار، ولكن بدلًا من ذلك كان يريد تعزيز النمو الاقتصادي؛ تأسيس طبقة صناعية رأسمالية يمكنها بعد ذلك أن تؤسس ازدهارًا اقتصاديًا محليًا، وتحافظ على المهاجرين المحتملين في الوطن بمستوى معيشي أعلى. لقد تجلى ذلك من خلال إنشاء دويتشه أوست أفريكا ليني في عام 1890، وقبل ذلك ببضع سنوات من خلال مطالب بسمارك للحصول على ائتمان من الرايخستاغ لإنشاء خطوط باخرة متجهة نحو آسيا وأفريقيا وأستراليا، وربطها مباشرة بين ألمانيا ومتاجر أجنبية. وبينما كان الخط الأسترالي فقط يمر عبر الرايخستاغ، فقد كان بسمارك متشددًا في إعادة الوحدة الألمانية في الداخل من خلال هذه العملية الاستعمارية.